# Штромберг (Хунсрик)
Штромберг (њем. Stromberg) град је у њемачкој савезној држави Рајна-Палатинат. Једно је од 119 општинских средишта округа Бад Кројцнах. Према процјени из 2010. у граду је живјело 3.163 становника. Посједује регионалну шифру (AGS) 7133103.

## Географски и демографски подаци
Штромберг се налази у савезној држави Рајна-Палатинат у округу Бад Кројцнах. Град се налази на надморској висини од 220 метара. Површина општине износи 9,0 km². У самом граду је, према процјени из 2010. године, живјело 3.163 становника. Просјечна густина становништва износи 350 становника/km².

## Међународна сарадња
| Мјесто   | Држава    | Врста сарадње | Од    |
| -------- | --------- | ------------- | ----- |
| Финспонг | Шведска   | партнерство   | 1967. |
| Живе     | Француска | партнерство   | 1967. |
| Ивоар    | Белгија   | партнерство   | 1967. |
| Извор    |           |               |       |